# Мис Сент-Меріс (екологічний заповідник)
Екологічний заповідник мису Сент-Меріс (англ. Cape St. Mary's Ecological Reserve) — екологічний заповідник, розташований на мисі Сент-Меріс та прилеглій території, на південному заході півострова Авалон у Ньюфаундленді.

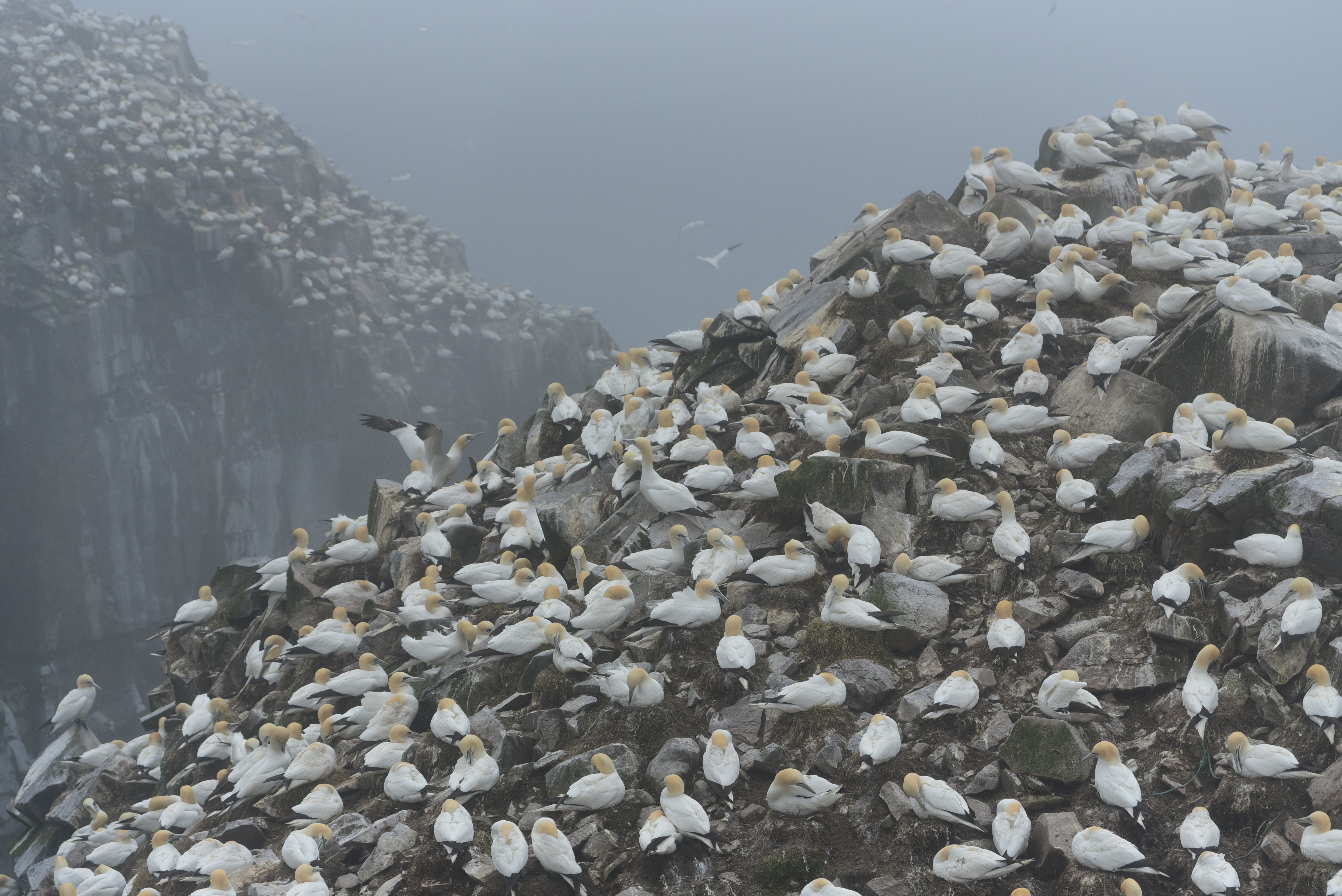
Колонія сули атлантичної на мисі Сент-Меріс

Тут розташована одна з найбільших колоній морських птахів Північної Америки. За оцінками уряду Ньюфаундленду і Лабрадору, на цьому місці проживає 24 000 сул, 20 000 мартинів трипалих, 20 000 кайр тонкодзьобих і 2000 кайр товстодзьобих, а також десятки чи сотні гніздових прар гагарок малих і чистунів арктичних. Океанські води біля заповідника також є середовищем зимування для каменярок, пухівок звичайних, турпанів і морянок. BirdLife International визнала заповідник важливою орнітологічною територією.
Окрім численних птахів, під час щорічної міграції мойви з висоти можна побачити горбатих китів.
Територія, що охороняється заповідником, також включає ділянку субарктичної тундри, переважно безлісне плато, що межує з океаном.
Послуги заповідника включають природничий інформаційний центр, автостоянку та туалети. Пішохідна доріжка від центру веде до місця огляду за кілька сотень метрів від «Пташиної скелі», великого морського стогу з колонією кількох тисяч гніздових сул. З берегаа також можна побачити інші місця гніздування.
Біля природничого центру також розташований маяк. Як і в багатьох частинах Ньюфаундленду, у будь-який час доби тут трапляються густі тумани. Слід бути обережним біля країв скель.
Всередині екологічного центру для відвідувачів працює The Rookery Nature Store, крамничка біологічної тематики, яку провадить організація Friends of Cape St. Mary's.